# Ліберальна католицька церква
Лібера́льна католи́цька це́рква (англ. Liberal Catholic Church) — напрямок у християнстві, який розглядається через призму і світло теософського тлумачення. Був заснований у 1907 р. в Англії на відгалуженні голландського старокатолицького обряду.
Цей напрямок започаткував колишній англіканський священик Джеймс I. Веджвуд. Ця Церква не визнає верховенство Папи Римського, а сам Папа не визнає її. Хоча Церква пов'язана з теософією та вірою в реінкарнацію й ототожнюванням Матері Божої з Великою Матір'ю присутньою в античних віруваннях, вона, однак, зберігає багато християнських обрядів: хрещення, причастя та інші таїнства. Сьогоднішня ліберально-католицька церква дозволяє розлучення, священство жінок, шлюби духовенства.
Священнослужителі церкви зобов'язані утримуватися від м'яса та алкоголю.